# Emilija Jordanowa
Emilija Jordanowa (bulgarisch Емилия Йорданова, englisch Emiliya Yordanova; * 5. Mai 1989 in Trojan) ist eine ehemalige bulgarische Biathletin.

## Karriere
Emilija Jordanowa startet für Ajaks Trojan und wird von Iwan Zotschew trainiert. Seit 2002 betreibt sie Biathlon, seit 2004 gehört sie zum bulgarischen Nationalkader. Zwischen 2005 und 2008 startete sie bei drei Junioren-Weltmeisterschaften. Beste Ergebnisse waren 2007 ein 17. Platz im Sprint und ein 18. in der Verfolgung von Martell, sowie 2008 Platz 19 im Sprint von Ruhpolding. Seit 2005 trat Jordanowa auch im Junioren-Europacup an. Ihren ersten Einsatz hatte sie bei einem Sprint in Obertilliach, den sie als 26. beendete. 2007 kam sie in Forni Avoltri als Zehnte zum ersten Mal unter die besten Zehn, mit der Staffel wurde sie Vierte. 2007 erreichte sie als Sprintdritte und Verfolgungszweite in Bansko erste Podiumsplatzierungen. Bei den Offenen Balkanmeisterschaften im Biathlon 2008 gewann sie Sprint und Verfolgung der Junioren, bei den Sommerbiathlon-Weltmeisterschaften 2008 in Haute-Maurienne erreichte Jordanowa im Sprint Platz 26, in der Verfolgung den 22. und mit der Mixed-Staffel den fünften Platz. Bei den Junioren-Biathlon-Europameisterschaften 2009 in Ufa kam sie auf sechste Plätze in Sprint, Verfolgung und Staffel sowie auf Rang 14 im Einzel. Im weiteren Verlauf des Jahres nahm sie in Oberhof auf Skirollern bei den Junioren-Wettbewerben der Sommerbiathlon-Weltmeisterschaften 2009 teil. Im Sprint wurde Jordanowa 19., Elte der Verfolgung und Neunte in der Mixed-Staffel. In Torsby nahm Jordanowa nach einem Jahr Pause nochmal an den Junioren-Weltmeisterschaften teil. Im Einzel wie im Sprint konnte sie als Neuntplatzierte unter die besten Zehn laufen, in der Verfolgung wurde sie 12., mit der Staffel Sechste. Zudem kam sie nochmals bei den Junioren-Wettbewerben der Biathlon-Europameisterschaften 2010 in Otepää zum Einsatz, bei denen sie Neunte des Einzels und des Sprints, 12. der Verfolgung und Sechste in der Mixed-Staffel wurde.

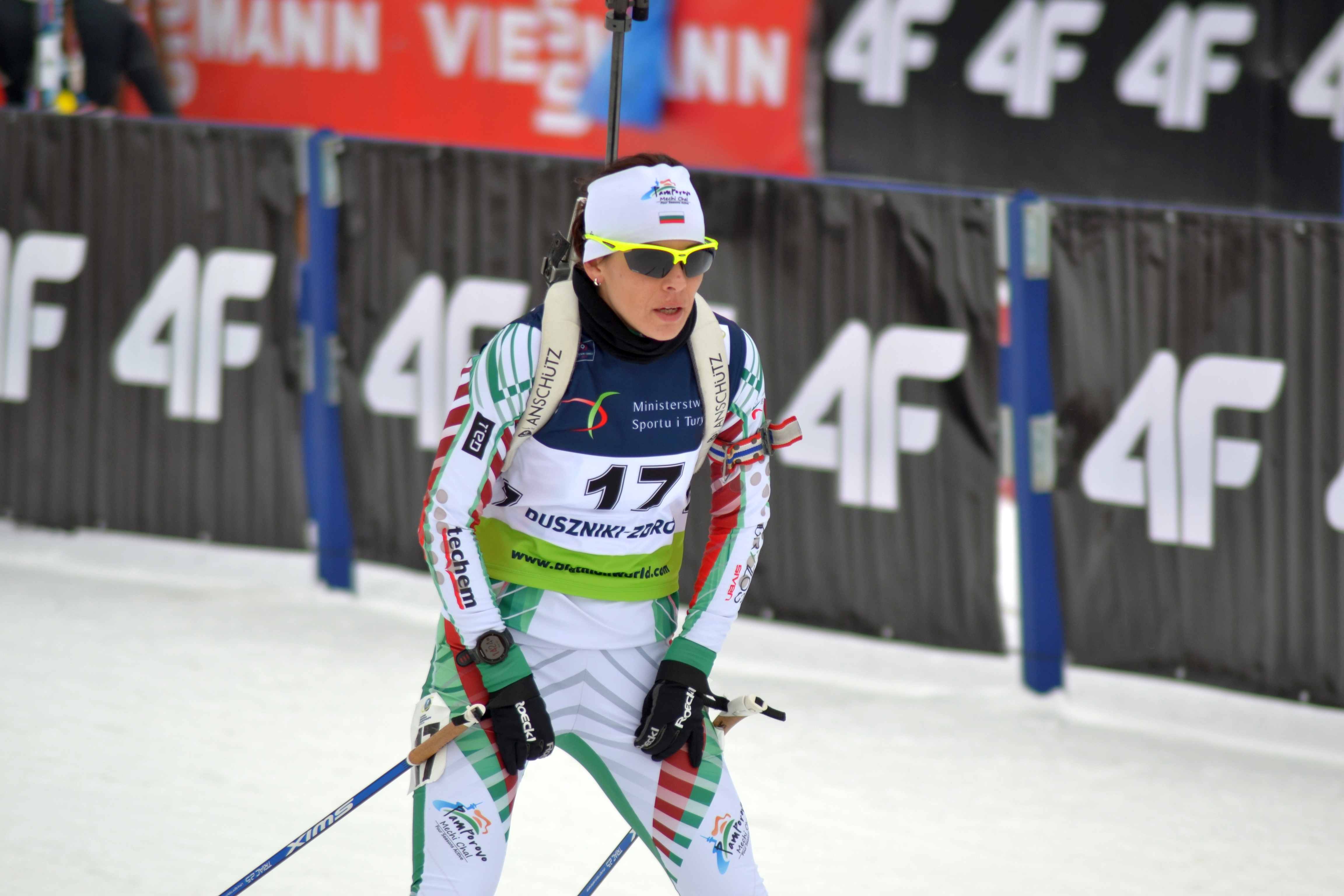
Jordanowa bei den Europameisterschaften 2017

Im Erwachsenenbereich debütierte Jordanowa am Ende der Saison 2006/07 in Ridnaun. Im Sprint erreichte sie den elften, in der Verfolgung den 14. Platz. Zum Beginn der anschließenden Saison debütierte die junge Bulgarin in Kontiolahti im Biathlon-Weltcup. In der Verfolgung belegte sie den 102., im Sprint den 103. Platz. Mit der Staffel kam sie in Hochfilzen auf den 18. Rang. Besser lief es bei Jordanowas ersten Biathlon-Weltmeisterschaften 2008 in Östersund. Im Einzel erreichte die Bulgarin den 72. Platz, im Sprint wurde sie 76. Bei den anschließenden Biathlon-Europameisterschaften 2008 in Nové Město na Moravě war Platz 31 im Einzel ihr bestes Ergebnis. In der Folgezeit konnte Jordanowa ihre Leistung langsam aber stetig im Weltcup verbessern. Bei den Biathlon-Weltmeisterschaften 2009 in Pyeongchang wurde sie 95. im Einzel, 87. im Sprint und mit Nina Klenowska, Pawlina Filipowa und Silwija Georgiewa als Schlussläuferin der Staffel 19. Damit blieb sie unter ihren Möglichkeiten zu dieser Zeit. Im weiteren Verlauf des Jahres kam sie bei den Sommerbiathlon-Weltmeisterschaften in Oberhof in der Mixed-Staffel zum Einsatz, wo sie als Startläuferin mit Klenowska, Wladimir Iliew und Krassimir Anew Neunte wurde. 2010 verpasste Jordanowa als 41. eines Sprintrennens in Ruhpolding nur um einen Rang den ersten Gewinn von Weltcup-Punkten. Abschluss der Saison wurden die Biathlon-Mixed-Staffel-Weltmeisterschaft 2010, bei denen sie mit Klenowska, Anew und Michail Kletscherow 16. wurde. Die Saison 2010/11 brachte eine Leistungsstagnation, beim Saisonhöhepunkt, den Weltmeisterschaften in Chanty-Mansijsk wurde Jordanowa 51. im Einzel, 46. des Sprints, im Verfolgungsrennen überrundet und 12. mit der Staffel. In der Saison 2011/12 wurden die Ergebnisse wieder besser. Am Holmenkollen in Oslo erreichte sie mit Rang 43 im Sprint ihr zu dem Zeitpunkt zweitbestes Einzelresultat und gewann mit ihrer besten Platzierung als 38. des Verfolgungsrennens erstmals Weltcuppunkte. Bei den Weltmeisterschaften in Ruhpolding wurde sie 52. im Einzel, 42. im Sprint, 46. der Verfolgung und 17. mit der Staffel, 2013 in Nové Město 60. im Einzel, 80. des Sprints und Staffel-18. Beim ersten Weltcup nach der WM in Oslo erreichte Jordanowa mit den Rängen 34 im Sprint und 19 in der Verfolgung in einer bis dahin durchwachsenen Saison neue Bestleistungen im Weltcup. Mit nur drei Schießfehlern in der Verfolgung war sie bei schwierigen Bedingungen eine der besten Schützinnen der Verfolgung, bei der nur vier Schützinnen mit jeweils nur zwei Fehlschüssen besser waren.

## Statistiken

### Weltcupplatzierungen
Die Tabelle zeigt alle Platzierungen (je nach Austragungsjahr einschließlich Olympische Spiele und Weltmeisterschaften).
- 1.–3. Platz: Anzahl der Podiumsplatzierungen
- Top 10: Anzahl der Platzierungen unter den ersten zehn (einschließlich Podium)
- Punkteränge: Anzahl der Platzierungen innerhalb der Punkteränge (einschließlich Podium und Top 10)
- Starts: Anzahl gelaufener Rennen in der jeweiligen Disziplin
- Staffel: inklusive Mixed- und Single-Mixed-Staffeln

| Platzierung         | Einzel | Sprint | Verfolgung | Massenstart | Staffel | Gesamt |
| ------------------- | ------ | ------ | ---------- | ----------- | ------- | ------ |
| 1. Platz            |        |        |            |             |         |        |
| 2. Platz            |        |        |            |             |         |        |
| 3. Platz            |        |        |            |             |         |        |
| Top 10              |        |        |            |             | 2       | 2      |
| Punkteränge         | 2      | 4      | 3          |             | 68      | 77     |
| Starts              | 32     | 94     | 21         |             | 68      | 215    |
| Stand: Karriereende |        |        |            |             |         |        |

### Olympische Winterspiele
Ergebnisse bei Olympischen Winterspielen:
|                                             | Einzelwettbewerbe | Einzelwettbewerbe | Einzelwettbewerbe | Einzelwettbewerbe | Staffelwettbewerbe | Staffelwettbewerbe |
| Sprint                                      | Verfolgung        | Einzel            | Massenstart       | Damenstaffel      | Mixedstaffel       |                    |
| ------------------------------------------- | ----------------- | ----------------- | ----------------- | ----------------- | ------------------ | ------------------ |
| Olympische Winterspiele 2018 \| Pyeongchang | 60.               | 55.               | 82.               | –                 | 16.                | 17.                |